# قائمة نواب رئيس الجمهورية (مصر)
نائب رئيس الجمهورية هو منصب سياسي في مصر، نصت عليه أغلب الدساتير المصرية منذ إلغاء النظام الملكي، وتغيير نظام الحكم إلى النظام الجمهوري الرئاسي طبقاً للإعلان الدستوري الصادر عن مجلس قيادة الثورة في 18 يونيو 1953. شغل هذا المنصب ثمانية عشر شخصية مختلفة، كان منهم أربع سوريين، وذلك منذ ورد أول نص على هذا المنصب بالدستور المؤقت للجمهورية العربية المتحدة الصادر في 13 مارس 1958. خلال عهد الرئيس جمال عبد الناصر كانت تعيينات نواب رئيس الجمهورية تعلن في أغلب الأوقات مع إعلان التشكيلات الوزارية، إلا في بعض الحالات الاستثنائية التي صدرت لها قرارات تعيين منفصلة، وأحياناً كان قرار التشكيل المعلن يذكر منصب «نائب الرئيس» دون أن يحدد ما إذا كان نائباً لرئيس الجمهورية أو نائباً لرئيس الوزراء. وخلال عهد الرئيس أنور السادات صدرت قرارات تعيين نواب رئيس الجمهورية في أغلب الحالات منفصلة عن قرارات التشكيلات الوزارية. أما في عهد الرئيس حسني مبارك فقد ظل منصب نائب رئيس الجمهورية شاغراً حتى اندلاع أحداث ثورة 25 يناير التي طالبت بإصلاحات سياسية واقتصادية، فصدر القرار بتعيين اللواء عمر سليمان نائباً لرئيس الجمهورية.:258:271 لكن مع تنحي مبارك لم يمارس سليمان سلطاته وظل المنصب شاغرا حتى قام الرئيس محمد مرسي بتعيين المستشار محمود مكي نائبا له في 12 أغسطس 2012، وظل في منصبه حتى استقالته في 22 ديسمبر 2012 استباقا للدستور الجديد الذي ألغى منصب نائب الرئيس. وفي عام 2013 عين محمد البرادعي نائبًا للرئيس المؤقت عدلي منصور في 14 يوليو 2013، لكنه استقال في 14 أغسطس 2013 عقب أحداث فض اعتصامي رابعة والنهضة بالقوة.
استمر النص على وجود المنصب مع استمرار العمل بدستور 1971 حتى تم تعطيله بالإعلان الدستوري الصادر في 13 فبراير 2011. وبعد الاستفتاء على التعديلات الدستورية في 19 مارس 2011 وصدورها في 30 مارس 2011 استمر النص على منصب نائب رئيس الجمهورية ولكن على أن يكون تعيينه وجوبياً. وذلك حتى تم الاستفتاء على دستور 2012 الذي لم يرد به نص يسمح لرئيس الجمهورية بتعيين نواب، وفي حالة إذا قام مانع مؤقت يحول دون مباشرة رئيس الجمهورية لسلطاته حل محله رئيس مجلس الوزراء. وعند خلو منصب رئيس الجمهورية بشكل دائم للاستقالة أو الوفاة أو العجز الدائم عن العمل أو لأي سبب آخر، يباشر رئيس مجلس النواب مؤقتاً سلطات رئيس الجمهورية لحين انتخاب الرئيس الجديد، ويحل مجلس الشورى ورئيسه محل مجلس النواب ورئيسه فيما تقدم في حالة حل مجلس النواب. ومع الاستفتاء على دستور مصر الحالي وصدوره في 18 يناير 2014، استمر عدم ورود نص يسمح لرئيس الجمهورية بتعيين نواب، وفي حالة إذا قام مانع مؤقت يحول دون مباشرة رئيس الجمهورية لسلطاته، حل محله رئيس مجلس الوزراء. وعند خلو منصب رئيس الجمهورية بشكل دائم للاستقالة، أو الوفاة، أو العجز الدائم عن العمل، يباشر رئيس مجلس النواب مؤقتاً سلطات رئيس الجمهورية. وإذا كان مجلس النواب غير قائم، تحل الجمعية العامة للمحكمة الدستورية العليا ورئيسها محل المجلس ورئيسه فيما تقدم.
وذلك حتى تم تعديل دستور 2014 في 23 أبريل 2019 والذي أجاز لرئيس الجمهورية أن يعين نائباً له أو أكثر، وإذا قام مانع مؤقت يحول دون مباشرة رئيس الجمهورية لسلطاته حل محله نائب رئيس الجمهورية، أو رئيس مجلس الوزراء عند عدم وجود نائب لرئيس الجمهورية أو تعذر حلوله محله.

## الوضع الدستوري
- دستور الجمهورية المصرية المعلن نتيجة الاستفتاء عليه في 25 يونيو 1956.[13][معلومة 1]
- الدستور المؤقت للجمهورية العربية المتحدة الصادر في دمشق قي 5 مارس 1958 والصادر في القاهرة في 13 مارس 1958.[14][معلومة 2]
- الدستور المؤقت للجمهورية العربية المتحدة الصادر في 25 مارس 1964.[15][معلومة 3]
- دستور جمهورية مصر العربية المعلن نتيجة الاستفتاء عليه في 12 سبتمبر 1971.[16][17][معلومة 4]
- تعديل دستور 1971 المعلن نتيجة الاستفتاء عليه في 28 مارس 2007.[18][19][معلومة 5]
- الإعلان الدستوري الصادر في 30 مارس 2011 عقب الاستفتاء على تعديلات دستور 1971.[20][معلومة 6]
- دستور جمهورية مصر العربية المعلن نتيجة الاستفتاء عليه في 25 ديسمبر 2012.[10][معلومة 7]
- دستور جمهورية مصر العربية المعلن نتيجة الاستفتاء عليه في 18 يناير 2014.[11][21][معلومة 8]
- تعديل دستور 2014 المعلن نتيجة الاستفتاء عليه في 23 أبريل 2019.[12][معلومة 9]

## دليل ألوان
- سوري الجنسية
- رئيس مؤقت
- فترة مختلف عليها
- لم يذكر قرار تعيينهم إذا ما كانوا نواب رئيس الجمهورية
أو نواب رئيس الوزراء

## القائمة
| الرقم                                   | النائب                    | في عهد | السن والفترة | ملاحظات |
| جمهورية مصر (1953 - 1954)               | جمهورية مصر (1953 - 1954) | جمهورية مصر (1953 - 1954) | جمهورية مصر (1953 - 1954) | جمهورية مصر (1953 - 1954) |
| --------------------------------------- | ------------------------- | --- | --- | --- |
| ــــــ                                  | لا يوجد                   | محمد نجيب 18 يونيو 1953 - 25 فبراير 1954 | ـــــــــــــــــــــــــــــــ | ـــــــــــــــــــــــــــــــــــــــــــــــــــــــ |
| ــــــ                                  | لا يوجد                   | جمال عبد الناصر (فترة انتقالية) بصفته رئيس مجلس قيادة الثورة (25 فبراير 1954 - 27 فبراير 1954) | ـــــــــــــــــــــــــــــــ | ـــــــــــــــــــــــــــــــــــــــــــــــــــــــ |
| جمهورية مصر البرلمانية (1954 - 1956)    |                           | | | |
| ــــــ                                  | لا يوجد                   | محمد نجيب 27 فبراير 1954 - 14 نوفمبر 1954 | ـــــــــــــــــــــــــــــــ | ـــــــــــــــــــــــــــــــــــــــــــــــــــــــ |
| ــــــ                                  | لا يوجد                   | جمال عبد الناصر (فترة انتقالية) بصفته رئيس مجلس قيادة الثورة (14 نوفمبر 1954 - 25 يونيو 1956) | ـــــــــــــــــــــــــــــــ | ـــــــــــــــــــــــــــــــــــــــــــــــــــــــ |
| جمهورية مصر (1956 - 1958)               |                           | | | |
| ــــــ                                  | لا يوجد                   | جمال عبد الناصر 25 يونيو 1956 - 22 فبراير 1958 | ـــــــــــــــــــــــــــــــ | ـــــــــــــــــــــــــــــــــــــــــــــــــــــــ |
| الجمهورية العربية المتحدة (1958 - 1971) |                           | | | |
| 1                                       | عبد اللطيف البغدادي       | جمال عبد الناصر 22 فبراير 1958 - 9 يونيو 1967 | (الفترة) 7 مارس 1958 - 24 مارس 1964 المدة: 6 سنواتٍ و17 يومًا :89:92:561:562:707:710 (العمر) 20 سبتمبر 1917 - 8 يناير 1999 السن عند تولي المنصب: 40 سنةً و5 أشهرٍ و15 يومًا السن عند ترك المنصب: 46 سنةً و6 أشهرٍ و4 أيامٍ السن عند الوفاة: 81 سنةً و3 أشهرٍ و19 يومًا | - كان اسمه كنائب لرئيس الجمهورية ضمن نص التشكيل الوزاري لأولى وزارات الوحدة التي تشكلت في 7 مارس 1958.:45 - كان اسمه كنائب لرئيس الجمهورية ضمن نص التشكيل الوزاري لثاني وزارات الوحدة التي تشكلت في 7 أكتوبر 1958.:47 - استمر في منصبه كنائب لرئيس الجمهورية بعد التشكيل الوزاري لثالث وزارات الوحدة التي تشكلت في 20 سبتمبر 1960، حيث صدر ذلك التشكيل بعنوان تعيينات وزارية، فبقي من لم يذكر اسمه بالتعيينات الجديدة يمارس مهام منصبه.:49 - كان اسمه كنائب لرئيس الجمهورية للتخطيط، ضمن نص التشكيل الوزاري لرابع وآخر وزارات الوحدة التي تشكلت في 16 أغسطس 1961.:50 - كان اسمه كنائب لرئيس الجمهورية للإنتاج، ضمن نص التشكيل الوزاري لأولى الوزارات بعد الانفصال، والتي تشكلت في 18 أكتوبر 1961.:55 - كان اسمه كنائب لرئيس الجمهورية للإنتاج، ضمن نص التشكيل الوزاري لأولى الوزارات بعد الانفصال، والتي تشكلت في 18 أكتوبر 1961.:55 - كان اسمه كنائب لرئيس الجمهورية، ضمن تشكيل مجلس الرياسة الذي أعلن عنه مع تشكيل الوزارة الثانية بعد الانفصال والتي تشكلت في 29 سبتمبر 1962، ونص عليه الإعلان الدستوري الصادر في 27 سبتمبر 1962.:57 - في 24 مارس 1964 مع إعلان الدستور المؤقت وانتهاء وجود مجلس الرياسة، قبلت استقالته من منصب نائب رئيس الجمهورية، وانتهى وجود مجلس الرياسة.:105:108                                                   |
| 2                                       | عبد الحكيم عامر           | جمال عبد الناصر 22 فبراير 1958 - 9 يونيو 1967 | (الفترة) 7 مارس 1958 - 1 أكتوبر 1965 المدة: 7 سنواتٍ و6 أشهرٍ و24 يومًا :89:92:561:562:707:710 (العمر) 11 ديسمبر 1919 - 13 سبتمبر 1967 السن عند تولي المنصب: 38 سنةً وشهران و24 يومًا السن عند ترك المنصب: 45 سنةً و9 أشهرٍ و20 يومًا السن عند الوفاة: 47 سنةً و9 أشهرٍ ويومان | - كان اسمه كنائب لرئيس الجمهورية ضمن نص التشكيل الوزاري لأولى وزارات الوحدة التي تشكلت في 6 مارس 1958.:45 - كان اسمه كنائب لرئيس الجمهورية ضمن نص التشكيل الوزاري لثاني وزارات الوحدة التي تشكلت في 7 أكتوبر 1958.:47 - استمر في منصبه كنائب لرئيس الجمهورية بعد التشكيل الوزاري لثالث وزارات الوحدة التي تشكلت في 20 سبتمبر 1960، حيث صدر ذلك التشكيل بعنوان تعيينات وزارية، فبقي من لم يذكر اسمه بالتعيينات الجديدة يمارس مهام منصبه.:49 - كان اسمه كنائب لرئيس الجمهورية ضمن نص التشكيل الوزاري لرابع وآخر وزارات الوحدة التي تشكلت في 16 أغسطس 1961.:50 - كان اسمه كنائب لرئيس الجمهورية للإنتاج، ضمن نص التشكيل الوزاري لأولى الوزارات بعد الانفصال، والتي تشكلت في 18 أكتوبر 1961.:55 - كان اسمه كنائب لرئيس الجمهورية، ضمن تشكيل مجلس الرياسة الذي أعلن عنه مع تشكيل الوزارة الثانية بعد الانفصال والتي تشكلت في 29 سبتمبر 1962، ونص عليه الإعلان الدستوري الصادر في 27 سبتمبر 1962.:57 - في 24 مارس 1964 مع إعلان الدستور المؤقت وانتهاء وجود مجلس الرياسة، صدر قرار بتعيينه نائب أول لرئيس الجمهورية.:59:105:108 - صدر تشكيل وزارة زكريا محيي الدين في 1 أكتوبر 1965 دون ذكر اسمه كنائب لرئيس الجمهورية.:62:105:108 |
| 3                                       | أكرم الحوراني             | جمال عبد الناصر 22 فبراير 1958 - 9 يونيو 1967 | (الفترة) 7 مارس 1958 - 30 ديسمبر 1959 المدة: سنةً واحدةً و9 أشهرٍ و23 يومًا :89:92:561:562:707:710 (العمر) 1912 - 22 فبراير 1996 السن عند تولي المنصب: 45 سنةً السن عند ترك المنصب: 47 سنةً السن عند الوفاة: 83 سنةً | - كان اسمه كنائب لرئيس الجمهورية ضمن نص التشكيل الوزاري لأولى وزارات الوحدة التي تشكلت في 6 مارس 1958.:45 - كان اسمه كنائب لرئيس الجمهورية ضمن نص التشكيل الوزاري لثاني وزارات الوحدة التي تشكلت في 7 أكتوبر 1958.:47 - في 30 ديسمبر 1959 صدر قرار رئيس الجمهورية بقبول استقالته من منصبي نائب رئيس الجمهورية ووزير العدل المركزي.:215 |
| 4                                       | صبري العسلي               | جمال عبد الناصر 22 فبراير 1958 - 9 يونيو 1967 | (الفترة) 7 مارس 1958 - 8 أكتوبر 1958 المدة: 7 أشهرٍ ويومًا واحدًا :89:92:561:562:707:710 (العمر) 1903 - 13 أبريل 1976 السن عند تولي المنصب: 54 سنةً السن عند ترك المنصب: 55 سنةً السن عند الوفاة: 73 سنةً | - كان اسمه كنائب لرئيس الجمهورية ضمن نص التشكيل الوزاري لأولى وزارات الوحدة التي تشكلت في 6 مارس 1958.:45:105:108 - صدر التشكيل الوزاري لثاني وزارات الوحدة في 7 أكتوبر 1958 دون ذكر اسمه كنائب لرئيس الجمهورية.:47 |
| 5                                       | نور الدين كحالة           | جمال عبد الناصر 22 فبراير 1958 - 9 يونيو 1967 | (الفترة) 18 يوليو 1960 - 10 أكتوبر 1961 المدة: سنةً واحدةً وشهران و22 يومًا :89:92:561:562:707:710 (العمر) 1908 - 1965 السن عند تولي المنصب: 52 سنةً السن عند ترك المنصب: 53 سنةً السن عند الوفاة: 57 سنةً | - في 17 نوفمبر 1958 صدر قرار رئيس الجمهورية بتفويض رئيس المجلس التنفيذي السوري في مباشرة جميع الاختصاصات المخولة للسيد / أكرم الحوراني نائب رئيس الجمهورية.:89:92:195 - في 18 يوليو 1960 صدر قرار رئيس الجمهورية بتعيينه نائباً لرئيس الجمهورية ووزيراً للأشغال العامة بالإقليم السوري.:229 - كان اسمه كنائب لرئيس الجمهورية ضمن نص التعيينات الوزارية التي اعتبرت التشكيل الوزاري لثالث وزارات الوحدة التي تشكلت في 20 سبتمبر 1960.:49 - كان اسمه كنائب لرئيس الجمهورية للإنتاج، ضمن نص التشكيل الوزاري لرابع وآخر وزارات الوحدة التي تشكلت في 16 أغسطس 1961.:50:105:108 - في 28 سبتمبر 1961 انتهت الوحدة بين مصر وسوريا على إثر انقلاب عسكري في دمشق. وقبلت استقالة نور الدين كحالة في 10 أكتوبر 1961.:67 |
| 6                                       | عبد الحميد السراج         | جمال عبد الناصر 22 فبراير 1958 - 9 يونيو 1967 | (الفترة) 16 أغسطس 1961 - 28 سبتمبر 1961 المدة: شهرًا واحدًا و12 يومًا :89:92:561:562:707:710 (العمر) 1925 - 22 سبتمبر 2013 السن عند تولي المنصب: 36 سنةً السن عند ترك المنصب: 36 سنةً السن عند الوفاة: 88 سنةً | - كان اسمه كنائب لرئيس الجمهورية للشؤون الداخلية، ضمن نص التشكيل الوزاري لرابع وآخر وزارات الوحدة التي تشكلت في 16 أغسطس 1961.:50:105:108 - في 28 سبتمبر 1961 انتهت الوحدة بين مصر وسوريا على إثر انقلاب عسكري في دمشق. وقبلت استقالة عبد الحميد السراج في ذات اليوم.:256:67 |
| 7                                       | كمال الدين حسين           | جمال عبد الناصر 22 فبراير 1958 - 9 يونيو 1967 | (الفترة) 16 أغسطس 1961 - 24 مارس 1964 المدة: سنتان و7 أشهرٍ و8 أيامٍ :89:92:561:562:707:710 (العمر) 2 يناير 1921 - 19 يونيو 1999 السن عند تولي المنصب: 40 سنةً و7 أشهرٍ و14 يومًا السن عند ترك المنصب: 43 سنةً وشهران و22 يومًا السن عند الوفاة: 78 سنةً و5 أشهرٍ و27 يومًا | - كان اسمه كنائب لرئيس الجمهورية للادارة المحلية، ضمن نص التشكيل الوزاري لرابع وآخر وزارات الوحدة التي تشكلت في 16 أغسطس 1961.:50 - كان اسمه كنائب لرئيس الجمهورية للخدمات، ضمن نص التشكيل الوزاري لأولى الوزارات بعد الانفصال، والتي تشكلت في 18 أكتوبر 1961.:55 - كان اسمه كنائب لرئيس الجمهورية، ضمن تشكيل مجلس الرياسة الذي أعلن عنه مع تشكيل الوزارة الثانية بعد الانفصال والتي تشكلت في 29 سبتمبر 1962، ونص عليه الاعلان الدستوري الصادر في 27 سبتمبر 1962.:57 - في 24 مارس 1964 مع إعلان الدستور المؤقت وانتهاء وجود مجلس الرياسة، قبلت استقالته من منصب نائب رئيس الجمهورية، وانتهى وجود مجلس الرياسة.:105:108 |
| 8                                       | زكريا محيي الدين          | جمال عبد الناصر 22 فبراير 1958 - 9 يونيو 1967 | (الفترة) 16 أغسطس 1961 - 10 سبتمبر 1966 المدة: 5 سنواتٍ و25 يومًا :89:92:561:562:707:710 (العمر) 5 يوليو 1918 - 15 مايو 2012 السن عند تولي المنصب: 43 سنةً وشهرًا واحدًا و11 يومًا السن عند ترك المنصب: 48 سنةً وشهران و5 أيامٍ السن عند الوفاة: 93 سنةً و10 أشهرٍ و10 أيامٍ | - كان اسمه كنائب لرئيس الجمهورية للمؤسسات العامة، ضمن نص التشكيل الوزاري لرابع وآخر وزارات الوحدة التي تشكلت في 16 أغسطس 1961.:50 - كان اسمه كنائب لرئيس الجمهورية للإنتاج، ضمن نص التشكيل الوزاري لأولى الوزارات بعد الانفصال، والتي تشكلت في 18 أكتوبر 1961.:55 - كان اسمه كنائب لرئيس الجمهورية، ضمن تشكيل مجلس الرياسة الذي أعلن عنه مع تشكيل الوزارة الثانية بعد الانفصال والتي تشكلت في 29 سبتمبر 1962، ونص عليه الاعلان الدستوري الصادر في 27 سبتمبر 1962.:57 - في 24 مارس 1964 مع إعلان الدستور المؤقت وانتهاء وجود مجلس الرياسة، صدر قرار بتعيينه نائباً لرئيس الجمهورية.:105:108 - في 1 أكتوبر 1965 كلف كنائب لرئيس الجمهورية بتشكيل الوزارة.:105:108 - صدر تشكيل وزارة صدقي سليمان في 10 سبتمبر 1966 دون ذكر اسمه كنائب لرئيس الجمهورية.:64:105:108 - لم يستدل على قرار لتعيين زكريا محيي الدين في منصب نائب رئيس الجمهورية خلال الفترة من 10 سبتمبر 1966 وحتى قبل قرار 19 يونيو 1967، أو إذا كان استمر في منصب النائب ولم يقال مع تشكيل وزارة صدقي سليمان، إلا أنه في 9 يونيو 1967 أعلن جمال عبد الناصر تنحيه عن الحكم على إثر هزيمة حرب 1967، وكلف زكريا محيي الدين بمباشرة الحكم في خطاب تنحيه بصفته نائب رئيس الجمهورية طبقاً للمادة 110 من دستور 1964 المؤقت. وفي 10 يونيو 1967 أعلن زكريا محيي الدين في بيان له رفضه للمنصب. |
| 9                                       | حسين الشافعي              | جمال عبد الناصر 22 فبراير 1958 - 9 يونيو 1967 | (الفترة) 16 أغسطس 1961 - 1 أكتوبر 1965 المدة: 4 سنواتٍ وشهرًا واحدًا و15 يومًا :89:92:561:562:707:710 (العمر) 8 فبراير 1918 - 18 نوفمبر 2005 السن عند تولي المنصب: 43 سنةً و6 أشهرٍ و8 أيامٍ السن عند ترك المنصب: 47 سنةً و7 أشهرٍ و23 يومًا السن عند الوفاة: 87 سنةً و9 أشهرٍ و10 أيامٍ | - كان اسمه كنائب لرئيس الجمهورية للمؤسسات العامة، ضمن نص التشكيل الوزاري لرابع وآخر وزارات الوحدة التي تشكلت في 16 أغسطس 1961.:50 - كان اسمه كنائب لرئيس الجمهورية للإنتاج، ضمن نص التشكيل الوزاري لأولى الوزارات بعد الانفصال، والتي تشكلت في 18 أكتوبر 1961.:55 - كان اسمه كنائب لرئيس الجمهورية، ضمن تشكيل مجلس الرياسة الذي أعلن عنه مع تشكيل الوزارة الثانية بعد الانفصال والتي تشكلت في 29 سبتمبر 1962، ونص عليه الاعلان الدستوري الصادر في 27 سبتمبر 1962.:57 - في 24 مارس 1964 مع إعلان الدستور المؤقت وانتهاء وجود مجلس الرياسة، صدر قرار بتعيينه نائباً لرئيس الجمهورية.:105:108 - صدر تشكيل وزارة زكريا محيي الدين في 1 أكتوبر 1965 دون ذكر اسمه كنائب لرئيس الجمهورية.:62:105:108 |
| 10                                      | محمد أنور السادات         | جمال عبد الناصر 22 فبراير 1958 - 9 يونيو 1967 | (الفترة) 17 فبراير 1964 - 24 مارس 1964 المدة: شهرًا واحدًا و7 أيامٍ :89:92:561:562:707:710 (العمر) 25 ديسمبر 1918 - 6 أكتوبر 1981 السن عند تولي المنصب: 45 سنةً وشهرًا واحدًا و23 يومًا السن عند ترك المنصب: 45 سنةً وشهران و28 يومًا السن عند الوفاة: 62 سنةً و9 أشهرٍ و11 يومًا | - في 17 فبراير 1964 صدر قرار بتعيينه نائباً لرئيس الجمهورية، وكان وقتها أحد أعضاء مجلس الرياسة.:105:108 - في 24 مارس 1964 مع إعلان الدستور المؤقت وانتهاء وجود مجلس الرياسة، ترك منصب نائب رئيس الجمهورية ليتولى رئاسة مجلس الأمة.:105:108 |
| 11                                      | حسن إبراهيم               | جمال عبد الناصر 22 فبراير 1958 - 9 يونيو 1967 | (الفترة) 17 فبراير 1964 - 1 أكتوبر 1965 المدة: سنةً واحدةً و7 أشهرٍ و14 يومًا :89:92:561:562:707:710 (العمر) 1917 - 1990 السن عند تولي المنصب: 46 سنةً السن عند ترك المنصب: 48 سنةً السن عند الوفاة: 73 سنةً | - في 17 فبراير 1964 صدر قرار بتعيينه نائباً لرئيس الجمهورية، وكان وقتها أحد أعضاء مجلس الرياسة.:105:108 - في 24 مارس 1964 مع إعلان الدستور المؤقت وانتهاء وجود مجلس الرياسة، صدر قرار بتعيينه نائباً لرئيس الجمهورية.:105:108 - صدر تشكيل وزارة زكريا محيي الدين في 1 أكتوبر 1965 دون ذكر اسمه كنائب لرئيس الجمهورية.:62:105:108 |
| 12                                      | علي صبري                  | جمال عبد الناصر 22 فبراير 1958 - 9 يونيو 1967 | (الفترة) 1 أكتوبر 1965 - 10 سبتمبر 1966 المدة: 11 شهرًا و9 أيامٍ :89:92:561:562:707:710 (العمر) 30 أغسطس 1920 - 3 أغسطس 1991 السن عند تولي المنصب: 45 سنةً وشهرًا واحدًا ويومًا واحدًا السن عند ترك المنصب: 46 سنةً و11 يومًا السن عند الوفاة: 70 سنةً و11 شهرًا و4 أيامٍ | - عين نائباً لرئيس الجمهورية عقب تشكيل وزارة زكريا محيي الدين في 1 أكتوبر 1965.:105:108 - صدر تشكيل وزارة صدقي سليمان في 10 سبتمبر 1966 دون ذكر اسمه كنائب لرئيس الجمهورية.:64:105:108 |
| ــــــ                                  | لا يوجد                   | زكريا محيي الدين (فترة انتقالية) بتكليف من الرئيس جمال عبد الناصر (9 يونيو 1967 - 11 يونيو 1967) | ـــــــــــــــــــــــــــــــ | |
| 8                                       | زكريا محيي الدين          | جمال عبد الناصر 11 يونيو 1967 - 28 سبتمبر 1970 | (الفترة) 19 يونيو 1967 - 20 مارس 1968 المدة: 9 أشهرٍ ويومًا واحدًا :89:92:561:562:707:710 (العمر) تاريخ الميلاد والوفاة: انظر السابق السن عند تولي المنصب: 48 سنةً و11 شهرًا و14 يومًا السن عند ترك المنصب: 49 سنةً و8 أشهرٍ و15 يومًا السن عند الوفاة: انظر السابق | - كان اسمه كنائب للرئيس، ضمن تشكيل وزارة جمال عبد الناصر في 19 يونيو 1967، لم ينص هذا القرار صراحة على إذا ما كان نائباً لرئيس الجمهورية أو نائباً لرئيس الوزراء.:66:105:108:79 - صاحب تشكيل وزارة جمال عبد الناصر في 20 مارس 1968 تقديمه لاستقالته من منصب نائب لرئيس الجمهورية.:68:105:108:81 |
| 9                                       | حسين الشافعي              | جمال عبد الناصر 11 يونيو 1967 - 28 سبتمبر 1970 | (الفترة) 19 يونيو 1967 - 28 أكتوبر 1968 المدة: سنةً واحدةً و4 أشهرٍ و9 أيامٍ :89:92:561:562:707:710 (العمر) تاريخ الميلاد والوفاة: انظر السابق السن عند تولي المنصب: 49 سنةً و4 أشهرٍ و11 يومًا السن عند ترك المنصب: 50 سنةً و8 أشهرٍ و20 يومًا السن عند الوفاة: انظر السابق | - كان اسمه كنائب للرئيس، ضمن تشكيل وزارة جمال عبد الناصر في 19 يونيو 1967، لم ينص هذا القرار صراحة على إذا ما كان نائباً لرئيس الجمهورية أو نائباً لرئيس الوزراء.:66:105:108:79 - كان اسمه كنائب للرئيس، ضمن تشكيل وزارة جمال عبد الناصر في 20 مارس 1968، لم ينص هذا القرار صراحة على إذا ما كان نائباً لرئيس الجمهورية أو نائباً لرئيس الوزراء.:68:105:108:81 - في 28 أكتوبر 1968 قدم استقالته من منصبه عقب انتخابه عضواً في اللجنة الثمانية التنفيذية العليا للاتحاد الاشتراكي العربي.:105:108:157 |
| 12                                      | علي صبري                  | جمال عبد الناصر 11 يونيو 1967 - 28 سبتمبر 1970 | (الفترة) 19 يونيو 1967 - 20 مارس 1968 المدة: 9 أشهرٍ ويومًا واحدًا :89:92:561:562:707:710 (العمر) تاريخ الميلاد والوفاة: انظر السابق السن عند تولي المنصب: 46 سنةً و9 أشهرٍ و20 يومًا السن عند ترك المنصب: 47 سنةً و6 أشهرٍ و19 يومًا السن عند الوفاة: انظر السابق | - كان اسمه كنائب للرئيس، ضمن تشكيل وزارة جمال عبد الناصر في 19 يونيو 1967، لم ينص هذا القرار صراحة على إذا ما كان نائباً لرئيس الجمهورية أو نائباً لرئيس الوزراء.:66:105:108:79 - صدر تشكيل وزارة جمال عبد الناصر في 20 مارس 1968 دون ذكر اسمه كنائب لرئيس الجمهورية.:68:105:108:81 |
| 13                                      | محمد صدقي سليمان          | جمال عبد الناصر 11 يونيو 1967 - 28 سبتمبر 1970 | (الفترة) 19 يونيو 1967 - 20 مارس 1968 المدة: 9 أشهرٍ ويومًا واحدًا :89:92:561:562:707:710 (العمر) 1919 - 28 مارس 1996 السن عند تولي المنصب: 48 سنةً السن عند ترك المنصب: 49 سنةً السن عند الوفاة: 77 سنةً | - كان اسمه كنائب للرئيس، ضمن تشكيل وزارة جمال عبد الناصر في 19 يونيو 1967، لم ينص هذا القرار صراحة على إذا ما كان نائباً لرئيس الجمهورية أو نائباً لرئيس الوزراء.:66:105:108:79 - صدر تشكيل وزارة جمال عبد الناصر في 20 مارس 1968 دون ذكر اسمه كنائب لرئيس الجمهورية.:68:105:108:81 |
| 10                                      | محمد أنور السادات         | جمال عبد الناصر 11 يونيو 1967 - 28 سبتمبر 1970 | (الفترة) 19 ديسمبر 1969 - 28 سبتمبر 1970 المدة: 9 أشهرٍ و9 أيامٍ :89:92:561:562:707:710 (العمر) تاريخ الميلاد والوفاة: انظر السابق السن عند تولي المنصب: 50 سنةً و11 شهرًا و24 يومًا السن عند ترك المنصب: 51 سنةً و9 أشهرٍ و3 أيامٍ السن عند الوفاة: انظر السابق | - في 19 ديسمبر 1969 صدر قرار بتعيين محمد أنور السادات نائباً لرئيس الجمهورية.:105:108:58 - انتهت فترته بوفاة جمال عبد الناصر في 28 سبتمبر 1970.:105:108 |
| ــــــ                                  | لا يوجد                   | محمد أنور السادات (فترة انتقالية) بصفته نائب رئيس الجمهورية (28 سبتمبر 1970 - 17 أكتوبر 1970) | ـــــــــــــــــــــــــــــــ | |
| 9                                       | حسين الشافعي              | محمد أنور السادات 17 أكتوبر 1970 - 12 سبتمبر 1971 | (الفترة) 31 أكتوبر 1970 - 12 سبتمبر 1971 المدة: 10 أشهرٍ و12 يومًا :89:92:561:562:707:710 (العمر) تاريخ الميلاد والوفاة: انظر السابق السن عند تولي المنصب: 52 سنةً و8 أشهرٍ و23 يومًا السن عند ترك المنصب: استمر في المنصب بعد إعلان جمهورية مصر العربية السن عند الوفاة: انظر السابق | - في 31 أكتوبر 1970 صدر قرار بتعيين حسين الشافعي نائباً لرئيس الجمهورية.:105:108:191 - في 14 مايو 1971 صدر قرار بتعيين حسين الشافعي نائباً وحيداً لرئيس الجمهورية، وذلك بعد إقالة علي صبري في 2 مايو 1971 (وقد يكون صدور قرار تعيين حسين الشافعي نائباً مرة أخرى في 14 مايو 1971 رغم عدم وجود قرار سابق بإقالته، نتيجة أن قرار التعيين السابق صدر في 31 أكتوبر 1970 بتعيين نائبين معاً وهما حسين الشافعي وعلي صبري).:207 - في 12 سبتمبر 1971 صدر دستور 1971 وأعلنت جمهورية مصر العربية، وهناك شك حول استمرار الشافعي كنائب لرئيس الجمهورية أو انتهاء شغله للمنصب بإعلان دستور 1971 بما أنه النائب الوحيد خلال عهد الرئيس أنور السادات الذي لم يصدر له قرار إقالة.:89:92 |
| 12                                      | علي صبري                  | محمد أنور السادات 17 أكتوبر 1970 - 12 سبتمبر 1971 | (الفترة) 31 أكتوبر 1970 - 2 مايو 1971 المدة: 6 أشهرٍ ويومًا واحدًا :89:92:561:562:707:710 (العمر) تاريخ الميلاد والوفاة: انظر السابق السن عند تولي المنصب: 50 سنةً وشهران ويومًا واحدًا السن عند ترك المنصب: 50 سنةً و8 أشهرٍ ويومان السن عند الوفاة: انظر السابق | - في 31 أكتوبر 1970 صدر قرار بتعيين علي صبري نائباً لرئيس الجمهورية.:105:108:191 - في 2 مايو 1971 صدر قرار بإقالة علي صبري من منصب نائب رئيس الجمهورية.:105:108:204 |
| جمهورية مصر العربية (1971 - حتى الآن)   |                           | | | |
| 9                                       | حسين الشافعي              | محمد أنور السادات 12 سبتمبر 1971 - 6 أكتوبر 1981 | (الفترة) 12 سبتمبر 1971 - 16 يناير 1972 المدة: 4 أشهرٍ و4 أيامٍ المدة المتواصلة: سنةً واحدةً وشهران و16 يومًا :89:92 (العمر) تاريخ الميلاد والوفاة: انظر السابق السن عند تولي المنصب: انظر السابق السن عند ترك المنصب: 53 سنةً و11 شهرًا و8 أيامٍ السن عند الوفاة: انظر السابق | - اختلف المؤرخون حول استمرار الشافعي كنائب لرئيس الجمهورية بعد بإعلان دستور 1971، بما أنه النائب الوحيد خلال عهد الرئيس أنور السادات الذي لم يصدر له قرار إقالة، وذلك فيما إذا كان انتهى شغله للمنصب (بإعلان دستور 1971 في 12 سبتمبر 1971 أو بتعيين محمود فوزي نائباً في 16 يناير 1972، أو بتعيين حسني مبارك نائباً في 16 أبريل 1975).:89:92:105:108:228:270 - لم يصدر قرار بإقالة حسين الشافعي من منصبه كنائب، ولكن بما أن الاتجاه كان بوجود نائب وحيد لرئيس الجمهورية فقد اعتبر صدور قرار تعيين محمود فوزي نائباً في 16 يناير 1972 هو تاريخ نهاية شغله للمنصب.:89:92 |
| 14                                      | محمود فوزي                | محمد أنور السادات 12 سبتمبر 1971 - 6 أكتوبر 1981 | (الفترة) 16 يناير 1972 - 18 سبتمبر 1974 المدة: سنتان و8 أشهرٍ ويومان :89:92:228:270 (العمر) 19 سبتمبر 1900 - 12 يونيو 1981 السن عند تولي المنصب: 71 سنةً و3 أشهرٍ و28 يومًا السن عند ترك المنصب: 73 سنةً و11 شهرًا و30 يومًا السن عند الوفاة: 80 سنةً و8 أشهرٍ و24 يومًا | - في 16 يناير 1972 صدر قرار بتعيين محمود فوزي نائباً لرئيس الجمهورية.:105:108:228 - في 18 سبتمبر 1974 صدر قرار بقبول استقالة محمود فوزي من منصبه.:105:108:270 |
| 15                                      | محمد حسني مبارك           | محمد أنور السادات 12 سبتمبر 1971 - 6 أكتوبر 1981 | (الفترة) 16 أبريل 1975 - 6 أكتوبر 1981 المدة: 6 سنواتٍ و5 أشهرٍ و20 يومًا :89:92:561:562:707:710 (العمر) 4 مايو 1928 - 25 فبراير 2020 السن عند تولي المنصب: 46 سنةً و11 شهرًا و12 يومًا السن عند ترك المنصب: 53 سنةً و5 أشهرٍ ويومان السن: 91 سنةً و9 أشهرٍ و21 يومًا | - في 16 أبريل 1975 صدر قرار بإعادة تنظيم المناصب العليا في الدولة، وتعيين حسني مبارك نائباً لرئيس الجمهورية.:105:108:297 - في 16 أكتوبر 1976 صدر قرار بتجديد تعيين حسني مبارك نائباً لرئيس الجمهورية محمد أنور السادات في بداية فترة ولايته الثانية.:105:108:340 - في 14 مايو 1980 صدر قرار بإعادة تنظيم المناصب العليا في الدولة، وتعيين حسني مبارك نائباً لرئيس الجمهورية.:453 - انتهت فترته باغتيال الرئيس محمد أنور السادات في 6 أكتوبر 1981.:105:108 |
| 15                                      | محمد حسني مبارك           | صوفي أبو طالب (فترة انتقالية) بصفته رئيس مجلس الشعب (6 أكتوبر 1981 - 14 أكتوبر 1981) | (الفترة) 6 أكتوبر 1981 - 14 أكتوبر 1981 المدة: 8 أيامٍ :89:92:561:562:707:710 (العمر) تاريخ الميلاد: انظر السابق السن عند تولي المنصب: 53 سنةً و5 أشهرٍ ويومان السن عند ترك المنصب: 53 سنةً و5 أشهرٍ و10 أيامٍ السن: انظر السابق | - في 6 أكتوبر 1981 صدر قرار من الرئيس المؤفت صوفي أبو طالب بتعيين حسني مبارك نائباً لرئيس الجمهورية.:105:108:497 - انتهت فترة شغله للمنصب بانتهاء الفترة الانتقالية في 14 أكتوبر 1981. |
| 16                                      | عمر سليمان                | محمد حسني مبارك 14 أكتوبر 1981 - 11 فبراير 2011 (الفترة) 29 يناير 2011 - 11 فبراير 2011 المدة: 13 يومًا (العمر) 2 يوليو 1936 - 19 يوليو 2012 السن عند تولي المنصب: 74 سنةً و6 أشهرٍ و27 يومًا السن عند ترك المنصب: 74 سنةً و7 أشهرٍ و9 أيامٍ السن عند الوفاة: 76 سنةً و17 يومًا | - في 29 يناير 2011 خلال أحداث ثورة 25 يناير، أصدر الرئيس حسني مبارك قراراً بتعيين عمر سليمان نائباً لرئيس الجمهورية. - في 11 فبراير 2011 قرر الرئيس مبارك تفويض نائبه عمر سليمان في اختصاصات رئيس الجمهورية على النحو الذي يحدده الدستور، وفي ذات اليوم أعلن نائب الرئيس عمر سليمان قرار الرئيس مبارك بالتخلي عن منصب رئيس الجمهورية وتكليفه للمجلس الأعلى للقوات المسلحة بإدارة شؤون البلاد، وذلك على إثر مطالبات برحيله ضمن أحداث ثورة 25 يناير. | |
| ــــــ                                  | لا يوجد                   | محمد حسين طنطاوي (فترة انتقالية) بصفته رئيس المجلس الأعلى للقوات المسلحة (11 فبراير 2011 - 24 يونيو 2012) | ـــــــــــــــــــــــــــــــ | |
| 17                                      | محمود مكي                 | محمد مرسي 24 يونيو 2012 - 3 يوليو 2013 | (الفترة) 12 أغسطس 2012 - 22 ديسمبر 2012 المدة: 4 أشهرٍ و10 أيامٍ (العمر) 1954 - 2019 السن عند تولي المنصب: 58 سنةً السن عند ترك المنصب: 58 سنةً السن: 71 سنةً | - عزل محمد مرسي في 3 يوليو 2013 عقب مظاهرات طالبت برحيله، وأعلن عن إجراءات صحبت ذلك عرفت بخارطة الطريق، عارضها المؤيدون لمحمد مرسي وقتها واعتبروها انقلاباً عسكرياً، بينما أيدها المتظاهرون والمعارضون لمرسي وقتها واعتبروا ذلك ثورة وتأييد لمطالب شعبية. - في 12 أغسطس 2012 أصدر الرئيس محمد مرسي قراراً بتعيين محمود مكي نائباً لرئيس الجمهورية. - في 22 ديسمبر 2012 تقدم محمود مكي باستقالته من منصب نائب رئيس الجمهورية، استباقًا للدستور الجديد الذي ألغى منصب نائب الرئيس. |
| 18                                      | محمد البرادعي             | عدلي منصور (فترة انتقالية) بصفته رئيس المحكمة الدستورية (3 يوليو 2013 - 3 يونيو 2014) | (الفترة) 14 يوليو 2013 - 14 أغسطس 2013 المدة: شهرًا واحدًا (العمر) 17 يونيو 1942 - حتى الآن السن عند تولي المنصب: 71 سنةً و27 يومًا السن عند ترك المنصب: 71 سنةً وشهرًا واحدًا و28 يومًا السن: 82 سنةً و9 أشهرٍ ويومان | - في 14 يوليو 2013 أدى محمد البرادعي اليمين الدستورية أمام الرئيس المؤقت عدلي منصور نائباً للرئيس للعلاقات الدولية. - في 14 أغسطس 2013 تقدم محمد البرادعي باستقالته من منصب نائب رئيس الجمهورية عقب أحداث فض اعتصامي رابعة العدوية والنهضة. |
| ــــــ                                  | لا يوجد                   | عبد الفتاح السيسي 3 يونيو 2014 - حتى الآن | ـــــــــــــــــــــــــــــــ | |

## تعليقات
- خلال عهد الرئيس جمال عبد الناصر لم تكن تذكر تواريخ إنهاء فترات النواب صراحة إلا إذا قدم النائب استقالته من منصبه، وبما أن أغلب تعيينات النواب كانت تذكر مع إعلان التشكيلات الوزارية، فاعتبر عدم ذكر اسم النائب ضمن التشكيل الوزاري التالي لتعيينه هو تاريخ إنهاء فترته. أما خلال عهد الرئيس أنور السادات صدرت قرارات منفصلة في الغالب لتعيينات وإقالة النواب، فيما عدا حسين الشافعي الذي لم يصدر له قرار إقالة فاعتبر قرار تعيين محمود فوزي نائباً، هو تاريخ انتهاء فترة حسين الشافعي.
- أكبر نائب سناً عند تعيينه: عمر سليمان (74 عاماً تقريباً).
- أصغر نائب سناً عند تعيينه: عبد الحميد السراج (36 عاماً تقريباً).
- النائب الأكثر تعييناً في فترات منفصلة: حسين الشافعي «ثلاث فترات منفصلة».
- عدد النواب الذين لم يعين غيرهم مع رئيس جمهورية: أربعة نواب (حسني مبارك مع صوفي أبو طالب «مؤقت»، عمر سليمان مع حسني مبارك، محمد البرادعي مع عدلي منصور «مؤقت»، محمود مكي مع محمد مرسي).
- عدد النواب مع رؤساء جمهورية مؤقتين: نائبين (حسني مبارك مع صوفي أبو طالب، محمد البرادعي مع عدلي منصور «مؤقت»).
- أطول النواب شغلاً للمنصب في مدة متواصلة: عبد الحكيم عامر (7 سنوات تقريباً).
- أطول النواب شغلاً للمنصب في تجميع المدد غير المتواصلة: حسين الشافعي (11 سنة تقريباً).
- أقل النواب شغلاً للمنصب مع رئيس مؤقت: حسني مبارك (8 أيام).
- أقل النواب شغلاً للمنصب مع رئيس فعلي: عمر سليمان (13 يوم).